# Dominique Martin-Ferrari
 (septembre 2011).
Si vous disposez d'ouvrages ou d'articles de référence ou si vous connaissez des sites web de qualité traitant du thème abordé ici, merci de compléter l'article en donnant les références utiles à sa vérifiabilité et en les liant à la section « Notes et références ».
Pour les articles homonymes, voir Dominique Martin, Martin et Ferrari.
Dominique Martin-Ferrari, née le 11 juillet 1949 à Vitry-le-François, est une journaliste, documentariste et productrice française. Également militante écologique, elle s'engage dans les années 1971 aux élections municipales de Dunkerque dans la protection de l'environnement et la sensibilisation du grand public sur les questions écologiques. Durant cette période elle participe plusieurs fois aux élections locales dans le dunkerquois. 
À partir de 1996, elle produira pendant près de dix ans, le magazine Gaïa, le rendez-vous du développement durable diffusé sur France 5 jusqu'en 2005.

## Biographie
Dominique Martin Ferrari est diplômée de la faculté de Nancy en lettres classiques, et en philosophie. Elle commence sa carrière en tant qu'enseignante à Dunkerque (1971 à 1981), avant de se consacrer au journalisme. Elle participe aux événements de 1968 et en garde cette volonté d’indépendance et une grande sensibilisation aux luttes sociales.
En 1978, elle participe à la campagne présidentielle de Brice Lalonde  en collaborant à l’écriture du programme « le Pouvoir de Vivre » et prend des responsabilités au sein des Amis de la Terre.Elle en sera secrétaire nationale pendant dix ans. Elle prend ses distances avec la politique à la création du parti Vert, et opte pour le recentrage associatif. Elle conduit avec Pierre Samuel, président des Amis de la Terre, les campagnes sur les pluies acides, le trou dans la couche d’ozone, la déforestation des forêts tropicales, la naissance des biotechnologies. Elle crée l’association « solidarité Forêts ». 
Journaliste , elle se spécialise dans les sciences, notamment de l'environnement, et collabore à de nombreux titres de la presse écrite: le trimestriel du Canard Enchaîné, l'Express, Ça m'intéresse, Géo, Science et Vie, Science et Avenir....

### 1988-1991: trois ans de cabinet ministériel
Michel Rocard appelle Brice Lalonde au sein de son premier gouvernement, comme ministre délégué à l'Environnement.D. Martin-Ferrari entre au cabinet de Lalonde comme chargée de mission, responsable de la communication et des organisations non gouvernementales, œuvrant à la grande préparation du sommet de Rio. Elle restera proche de Brice Lalonde et participera à la création de Génération écologie jusqu’aux européennes de 1994.
Elle abandonne la politique par déontologie, en désaccord avec les engagements pris par les Verts et par GE. À partir de 1991, elle produit l'émission Nous n'avons qu'une terre sur Radio France internationale, une émission hebdomadaire qui reste cinq ans à l’antenne.

### Carriére dans les médias
(janvier 2022).
Si vous disposez d'ouvrages ou d'articles de référence ou si vous connaissez des sites web de qualité traitant du thème abordé ici, merci de compléter l'article en donnant les références utiles à sa vérifiabilité et en les liant à la section « Notes et références ».
En 1993, elle crée sa société de production : l'Agence Environnement développement (AED). Malgré le Sommet de Rio (1992) on ne parle pas encore de Développement Durable. Elle lance la lettre « Options Futur », mensuelle sur abonnement. En 1995, Jean-Marie Cavada percevant l'intérêt de la nouvelle réflexion sur le développement durable, lui confie le magazine Gaïa, le rendez-vous du développement durable diffusé sur La Cinquième puis France 5. Il restera dix ans à l'antenne, soit une production d'environ 120 documentaires de 26 minutes sur les grandes questions nationales et internationales du développement durable (archives: Pathé/Gaumont). Une des plus belles collections d'archives sur ce thème en France. De nombreux réalisateurs et journalistes seront formés au creuset d'AED et elle aura le plaisir de travailler avec Hervé Guerin, Hervé Cauchy, Luc Laventure.
Elle collabore à de nombreuses réflexions et études sur la place de l'environnement dans les médias et sur l'émergence du multimédia  Après l'arrêt de Gaïa sur France 5, elle décide de se lancer dans le mouvement du média internet qui se dessine, en créant « Gaïa, la chaîne du développement durable » consacrée au développement durable et à la diversité culturelle, la diffusion commence en septembre 2006.
En 2008, elle est chargée par France ô de produire Ô ma planète, 26 émissions hebdomadaire de 52 minutes présentée par Stéphane Pocrain, et la série Porte à porte sur la diversité culturelle à Paris.
2011 : Elle crée l'association loi 1901 « média pep’s » consacrée à l'analyse de la crise des médias, au développement d'internet ,  relance  la revue « Options Futurs » (options pour des futurs), lettre mensuelle consacrée à la géostratégie du développement durable.
En 2012, elle produit un coffret de quinze heures d'images « mémoires Rio+20 » portant sur la Convention climat, biodiversité et les villes. Elle collabore à l'ouvrage collectif dirigé par Cynthia Fleury : « réconcilier la société et la biodiversité » (chapitre media).
En 2013 , Luc laventure quitte France ô et crée le media Outremers 360°. A ses côtés, D Martin Ferrari crée l'association Métamorphose outremers dont il sera Président et elle,  trésorière/ directrice . L'association MO devient amie de l'AJE et membre du Comité 21. Rejoignant la ville de MOntpellier, elle travaillera à mieux faire connaitre l'outre- mer et notamment les dossiers développement durable. De 2014 à 2022 suivent plusieurs colloques et l'édition de la revue l'outremer en métamorphose (La ville, Biodiversité et filières agricoles, désenclavement des iles, énergie...) .
Le 7 Février 2022 se tient au sénat un colloque sur l'eau outre-mer d'où sortira un appel qui devait être soumis au forum mondial de l'eau à Dakar. La mort subite du Président , Luc Laventure le 7 Mars 2022 laisse Dominique Martin Ferrari responsable de l'associationL Elle poursuit son travail de journaliste sur le site enmetamorphose.com , anime une emission radio "nous n'avons qu'une terre" sur Divergences FM (diffusée le vendredi et samedi) et réalise en 2023 un documentaire de 52' "de la mission Racine à la montée des eaux, menaces sur le littoral Languedoc roussillon". Membre du CA de Montpellier 20/50 , elle organise en 2022 un colloque salle Rabelais sur l'approche internationale du Développement durable  

## Filmographie
- 30 ans l’âge mûr du mouvement écologiste
- La guerre des semences
- Vie et mort du corail prix de la vie marine
- La fin des surgénérateurs
- Centrales nucléaires : un démantèlement trop silencieux
- Hué la Celeste
- Le volcan de la Réunion
- Le jardin du Rayol
- Adieu, veaux, vaches, cochons...
- Terroirs et cours de ferme (série)
- Afghanistan : quand la terre refleurira
- Les OGM en débat
- Géopolis et Cap en coproduction avec RFO
- Sur les traces de Jules Crevaux
- Panthéon des mémoires noires
- Guadeloupe: temps incertains...
- Noires mémoires de François Rabaté
- L'Afrique se mobilise contre le Sida
- Portraits d’outremer (série de 20 × 26 min)
- Mystères d'Hier et d'Aujourd'hui

## Récompenses
- Prix du festival international  de l’environnement IDF (30 ans l’âge mûr du mouvement écologiste)
- Prix nature (La guerre des semences)
- Prix de la vie marine (Vie et mort du corail prix de la vie marine)

## Nominations
- Membre de la Commission Française du Développement Durable
- Membre de  l'Association des Journalistes-Écrivains pour la Nature et l'Écologie (JNE)
- personnalité qualifiée du Comité 21
- Membre du bureau de l’AJE
- Membre du CA de Montpellier 20/50

## Décorations
- Chevalier de la Légion d'honneur